# 25475 Lizrao
25475 Lizrao este un asteroid din centura principală de asteroizi.

## Descriere
25475 Lizrao este un asteroid din centura principală de asteroizi. A fost descoperit pe 7 decembrie 1999 la Socorro, New Mexico, în cadrul proiectului LINEAR. Asteroidul prezintă o orbită caracterizată de o semiaxă mare de 2,74 ua, o excentricitate de 0,05 și o înclinație de 6,9° în raport cu ecliptica.